# تسوینگه
تسوینگه (به آلمانی: Zwinge) یک منطقهٔ مسکونی در آلمان است که در سوننشتاین واقع شده‌است. تسوینگه ۴۱۵ نفر جمعیت دارد.